# Big Chief Ellis
Wilbert Thirkield Ellis  (Birmingham, 10 november 1914 - aldaar, 20 december 1977) was een Amerikaanse bluesmuzikant (zang, piano).

## Biografie
Ellis leerde als autodidact piano spelen op 11-jarige leeftijd. Zijn bijnaam 'Big Chief' kreeg hij tijdens zijn kindertijd van een vriend, omdat zijn moeder een Black Creek-Indiaanse was. Laat jaren 1920 speelde hij op plaatselijke feesten en dansevenementen. Hij verliet zijn geboortestad en zwierf rond door de Verenigde Staten, waarbij hij zijn hoofd boven water hield met losse karweitjes. Tussen 1939 en 1942 vervulde hij zijn militaire dienstplicht. Na beëindiging van zijn diensttijd verhuisde hij naar New York, waar hij een bar leidde, die het trefpunt werd van plaatsgebonden bluesmuzikanten. Een van hen, Brownie McGhee, bood hem de gelegenheid om platen op te nemen, nadat hij hem voor de eerste keer had gehoord op de piano. Tijdens de jaren 1950 nam hij enkele platen op en speelde hij bij opnamen, waaronder voor McGhee. Ellis werd een ijkpunt in het kleine New Yorkse bluescircuit.
Uiteindelijk stapte hij af van de muziek, omdat hij geloofde er zijn levensonderhoud niet mee te kunnen verdienen. In 1972 verhuisde hij naar Washington D.C. en kocht hij een drankenwinkel. Na zijn terugkeer in de muziekbusiness (een check van 75 dollar voor een optreden van 15 minuten hadden hem overtuigd) formeerde hij met de onbekende Piedmont-gitarist John Cephas de Barrelhouse Rockers. Tot de band behoorde ook de mondharmonicaspeler Phil Wiggins. In 1977 ging hij terug naar Alabama en overleed kort voor zijn eerste Europese tournee. John Cephas en Phil Wiggings gingen verder als het duo Cephas & Wiggins.

## Overlijden
Big Chief Ellis overleed in december 1977 op 63-jarige leeftijd.

## Discografie
- Big Chief Ellis Featuring Tarheel Slim, Brownie McGhee (1977)

- Bibliothèque nationale de France: cb13940610x (data)
- International Standard Name Identifier: 0000 0003 7286 8434
- Library of Congress Control Number: no96048645
- MusicBrainz: cbf15c99-f910-4acd-9c08-1e643c3ef046
- SNAC: w6hc4jgp
- Virtual International Authority File: 59273835
- WorldCat: E39PBJjHjCqtcxVF7VDJdYpF8C